# Diplom (attest)
 For alternative betydninger, se Diplom. (Se også artikler, som begynder med Diplom)
Et diplom er et dokument, der udstedes, når man f.eks. har bestået en prøve eller vundet en konkurrence.
Dette dokument består oftest af navnet på diplomaten eller personen der har gennemgået de særlige krav for at få diplomet. På dokumentet står der også ofte det emne, personen har bemærket sig ved, samt en underskrift på lederen af diplomatens emne.